# Der Nachname
Der Nachname ist eine deutsche Filmkomödie von Sönke Wortmann, die am 20. Oktober 2022 in die deutschen Kinos kam. Bei dem Film handelt es sich um die Fortsetzung zu Der Vorname aus dem Jahr 2018. Wie auch der Vorgänger ist der Film zwischen Satire, Gesellschaftskomödie und Kammerspiel einzuordnen. 2024 wurde die Reihe mit Der Spitzname fortgesetzt.

## Handlung
Zwei Jahre nach den Ereignissen aus Der Vorname werden die Geschwister Thomas und Elisabeth von ihrer Mutter Dorothea in das Familiendomizil auf Lanzarote eingeladen. In der Ehe von Elisabeth und Stephan kriselt es, weil die englische Privatschule der Kinder ihre finanziellen Mittel aufbraucht und Elisabeth zudem eine Affäre mit einem Arbeitskollegen begonnen haben soll. In der Partnerschaft von Thomas und Anna ist der Wunsch nach einem zweiten Kind das Streitthema, da beiden schon durch die Erstgeborene Paula ihre Grenzen aufgezeigt werden.
Kurz nach der Ankunft stellt sich heraus, dass Dorothea und ihr früherer Pflegesohn René heimlich geheiratet haben und Dorothea dabei Renés Nachnamen angenommen hat, also anders heißt als ihre Kinder. Insbesondere Thomas ist davon schockiert und wirft René vor, den Platz seines verstorbenen Vaters Paul einnehmen zu wollen. Anlässlich einer weiteren Hitzköpfigkeit Thomas’ teilen Dorothea und René ihren Gästen später mit, dass sie einen Kinderwunsch hegen und wegen Dorotheas Alter eine „Leihmutterschaft“ der lesbischen Hausangestellten Lucia planen. Daraus erwächst ein handfester Streit.
Am Abend stellt Anna Elisabeth wegen deren Affäre zur Rede. Elisabeth gibt zu, dass sie ihre Affäre nur erfunden hat, um endlich wieder Aufmerksamkeit von Stephan zu bekommen. Elisabeth konfrontiert Anna damit, dass sie auf der Suche nach Kopfschmerztabletten in deren Kulturbeutel einen angebrochenen Blister mit der Pille gefunden hat. Anna gibt zu, insgeheim mit der Pille ein zweites Kind zu verhüten, um sich auf ihre Karriere als Schauspielerin fokussieren zu können. Auch Thomas und Stephan sprechen sich aus und essen, ohne es zu merken, Haschkekse. Thomas erzählt Stephan, dass er Potenzprobleme hat und regelmäßig Viagra nimmt. Stephan gesteht, dass er eine Beförderung zum Dekan nicht erhalten hat und nun durch die Privatschule seiner Kinder in eine finanzielle Notlage geraten ist. Thomas sichert ihm daraufhin Unterstützung zu und lenkt das Gesprächsthema auf das Grundstück, welches aber, wie sich herausstellt, nach Dorotheas Tod zu einem Großteil an René vererbt werden würde.
Als René am nächsten Morgen mit dem Vorwurf konfrontiert wird, Dorothea nur aus finanziellen Interessen geheiratet zu haben und mit ihr ein Kind zu wollen, bestreitet er die Anschuldigungen und gibt an, endlich nur eine richtige Familie haben zu wollen. Elisabeth hat durch alte Familienfotos herausgefunden, dass Lucia die leibliche Tochter von Paul und somit eine Halbschwester von ihr und Thomas ist.
René zeigt sich gegenüber Dorothea zunächst zutiefst enttäuscht, da sie auch ihm dieses Geheimnis vorenthalten hat. Die Mutter kann jedoch alle Gemüter besänftigen, indem sie an die Stärke des Zusammenhaltes der Familie appelliert. Elisabeth und Stephan überwinden daraufhin ihre Differenzen, während Thomas und Anna ihren Kinderwunsch vorerst auf Eis legen. Dorothea und René werden gemeinsam mit Lucia ein Jahr später Eltern von Zwillingen, deren leibliche Mutter vermutlich Lucia ist.

## Produktion
Wie auch beim Vorgänger arbeitete Sönke Wortmann wieder mit Drehbuchautor Claudius Pläging zusammen. Die Dreharbeiten fanden im Frühjahr 2021 auf den Kanarischen Inseln statt. Ursprünglich sollte die Komödie bereits am 20. Januar 2022 in die Kinos kommen, wurde aber in den Herbst verlegt. Der Film eröffnete im August 2022 die Filmmesse in Köln.